# Kayan Mentarang nationalpark
Kayan Mentarang nationalpark är en nationalpark i Indonesien.  Den ligger i provinsen Kalimantan Selatan, i den västra delen av landet, 1 000 km öster om huvudstaden Jakarta. Kayan Mentarang National Park ligger 435 meter över havet.